# College Football Championship Game 2018
Match précédent Match suivant
Le College Football Championship Game 2018 est un match de football américain de niveau universitaire d'après-saison régulière organisé par la NCAA.
Ce match constitue la finale nationale du Championnat NCAA de football américain 2017 de la Division 1 FBS et est donc l'apothéose de la saison 2017 de football américain universitaire.
Il s'agit de la 4e édition du College Football Championship Game du College Football Playoff remplaçant le BCS National Championship Game.
Le match se joue le lundi 8 janvier 2018 à 20 h 30 locale (soit le mardi 9 janvier 2018 à 2 h 30 françaises) au Mercedes-Benz Stadium d'Atlanta en Géorgie.
Il oppose les vainqueurs des demi-finales jouées les 1er janvier à l'occasion des Sugar Bowl 2018 et Rose Bowl 2018 soit respectivement le Crimson Tide de l'Alabama et les Bulldogs de la Géorgie.

## Le stade

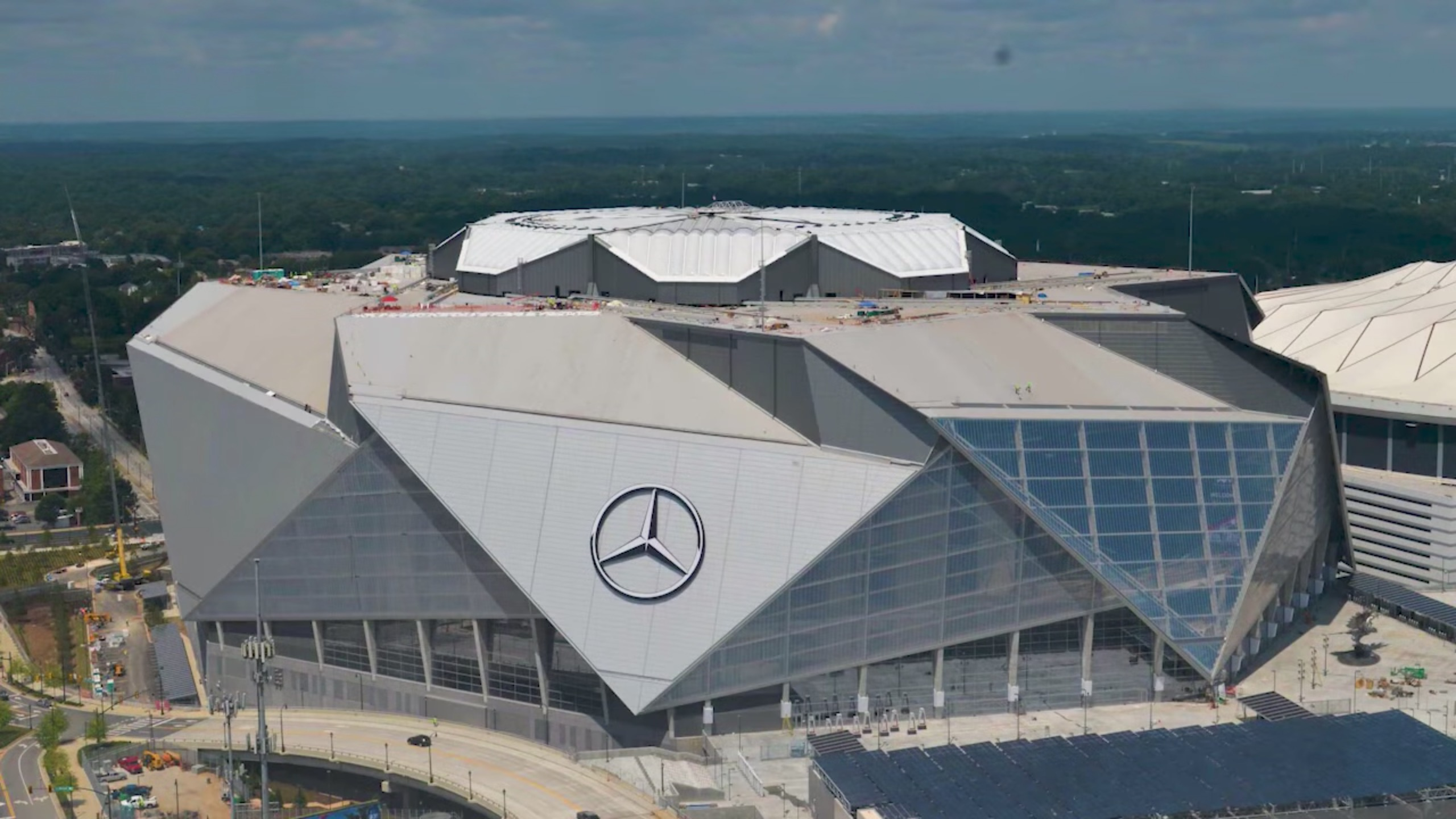
Le stade

Le stade possède un toit rétractable et a une capacité de 71 000 places (pouvant être porté exceptionnellement à 83 000 places) lorsqu'il accueille les rencontres des Falcons d'Atlanta (club de football américain évoluant en NFL) et de 42 500 places (pouvant être porté exceptionnellement à 71 874 places) lorsqu'il accueille les rencontres de l'Atlanta United Football Club (club de soccer évoluant en MLS),,.
Le stade a été officiellement inauguré le 26 août 2017. Il a remplacé l'ancien stade de NFL, le Georgia Dome, celui-ci ayant été démoli en date du 20 novembre 2017.
Le stade est propriété de l'état de Géorgie à travers la Georgia World Congress Center Authority. Il est exploité par le groupe AMB, organisation mère des Falcons et de l'Atlanta United. Le coût total est estimé à 1,6 billion de $ en juin 2016.

## Les deux équipes
|  | Demi-finales                                                                               | Demi-finales                                                                               |                                                   |    | Finale                                                                                           | Finale                                                                                           |
|  | Demi-finales                                                                               | Demi-finales                                                                               |                                                   |    | Finale                                                                                           | Finale                                                                                           |
|  |                                                                                            |                                                                                            |                                                   |    |                                                                                                  |                                                                                                  |
|  | Sugar Bowl 2018 1er janvier 2018, Mercedes-Benz Superdome, La Nouvelle-Orléans (Louisiane) | Sugar Bowl 2018 1er janvier 2018, Mercedes-Benz Superdome, La Nouvelle-Orléans (Louisiane) |                                                   |    | College Football Championship Game 2018 8 janvier 2018, Mercedes-Benz Stadium, Atlanta (Géorgie) | College Football Championship Game 2018 8 janvier 2018, Mercedes-Benz Stadium, Atlanta (Géorgie) |
|  | Sugar Bowl 2018 1er janvier 2018, Mercedes-Benz Superdome, La Nouvelle-Orléans (Louisiane) | Sugar Bowl 2018 1er janvier 2018, Mercedes-Benz Superdome, La Nouvelle-Orléans (Louisiane) |                                                   |    | College Football Championship Game 2018 8 janvier 2018, Mercedes-Benz Stadium, Atlanta (Géorgie) | College Football Championship Game 2018 8 janvier 2018, Mercedes-Benz Stadium, Atlanta (Géorgie) |
|  | #1 Tigers de Clemson                                                                       | 6                                                                                          |                                                   |    | College Football Championship Game 2018 8 janvier 2018, Mercedes-Benz Stadium, Atlanta (Géorgie) | College Football Championship Game 2018 8 janvier 2018, Mercedes-Benz Stadium, Atlanta (Géorgie) |
|  | #1 Tigers de Clemson                                                                       | 6                                                                                          |                                                   |    | College Football Championship Game 2018 8 janvier 2018, Mercedes-Benz Stadium, Atlanta (Géorgie) | College Football Championship Game 2018 8 janvier 2018, Mercedes-Benz Stadium, Atlanta (Géorgie) |
|  | #4 Crimson Tide de l'Alabama                                                               | 24                                                                                         |                                                   |    | College Football Championship Game 2018 8 janvier 2018, Mercedes-Benz Stadium, Atlanta (Géorgie) | College Football Championship Game 2018 8 janvier 2018, Mercedes-Benz Stadium, Atlanta (Géorgie) |
|  | #4 Crimson Tide de l'Alabama                                                               | 24                                                                                         | #4 Crimson Tide de l'Alabama (après prolongation) | 26 |                                                                                                  |                                                                                                  |
|  | Rose Bowl 2018 1er janvier 2018, Rose Bowl, Pasadena (Californie)                          |                                                                                            | #4 Crimson Tide de l'Alabama (après prolongation) | 26 |                                                                                                  |                                                                                                  |
|  |                                                                                            | #3 Bulldogs de la Géorgie                                                                  | 23                                                |    |                                                                                                  |                                                                                                  |
|  | #2 Sooners de l'Oklahoma                                                                   | #3 Bulldogs de la Géorgie                                                                  | 23                                                | 48 |                                                                                                  |                                                                                                  |
|  | #2 Sooners de l'Oklahoma                                                                   |                                                                                            |                                                   | 48 |                                                                                                  |                                                                                                  |
|  | #3 Bulldogs de la Géorgie (après 2 prolongations)                                          | 54                                                                                         |                                                   |    |                                                                                                  |                                                                                                  |
|  | #3 Bulldogs de la Géorgie (après 2 prolongations)                                          | 54                                                                                         |                                                   |    |                                                                                                  |                                                                                                  |

### Crimson Tide de l'Alabama
Le Alabama Crimson Tide a battu les Clemson Tigers lors du Sugar Bowl 2018 sur le score de 24 à 6 pour atteindre la finale nationale.
Le Tide affiche un bilan de 12 victoires pour une seule défaite. Ils terminent champions de la West Division de la Southeastern Conference à égalité avec les Tigers d'Auburn mais ne participent cependant pas à la finale de conférence puisqu'ils ont perdu leur seul match ces mêmes Tigers d'Auburn.
Il s'agit de leur 4e apparition consécutive au College Football Playoff et leur 3e apparition consécutive au College Football Championship Game.

### Bulldogs de la Géorgie
Les Georgia Bulldogs ont battu les Oklahoma Sooners lors du Rose Bowl 2018 sur le score de 54 à 48 après une seconde prolongation pour atteindre la finale nationale. Les Bulldogs affichent avant le présent match un bilan de 13 victoires pour 1 seule défaite (en match de saison régulière contre Auburn le 11 novembre 2017). Ils ont remporté leur 13e titre de champion de la Southeastern Conference en battant les Tigers d'Auburn 28 à 7 et prenant ainsi leur revanche sur le match perdu de saison régulière.

### Les titulaires
| Attaque            | Attaque  | Attaque  | Attaque         |
| Alabama            | Position | Position | Georgia         |
| ------------------ | -------- | -------- | --------------- |
| Robert Foster      | WR       | WR       | Terry Godwin    |
| Hale Hentges       | TE       | WR       | Javon Wims      |
| Jonah Williams     | LT       | LT       | Isaiah Wynn     |
| Ross Pierschbacher | LG       | LG       | Kendall Baker   |
| Bradley Bozeman    | C        | C        | Lamont Gaillard |
| J. C. Hassenauer   | RG       | RG       | Ben Cleveland   |
| Matt Womack        | RT       | RT       | Andrew Thomas   |
| Hale Hentges       | TE       | TE       | Isaac Nauta     |
| Calvin Ridley      | WR       | WR       | Riley Ridley    |
| Jalen Hurts        | QB       | QB       | Jake Fromm      |
| Damien Harris      | RB       | RB       | Nick Chubb      |

| Défense            | Défense  | Défense  | Défense          |
| Alabama            | Position | Position | Georgia          |
| ------------------ | -------- | -------- | ---------------- |
| Da'Shawn Hand      | DE       | DE       | David Marshall   |
| Da'Ron Payne       | NG       | NG       | John Atkins      |
| Deionte Thompson   | DB       | DB       | Malkom Parrish   |
| Isaiah Buggs       | DL       | DT       | Tyler Clark      |
| Terrell Lewis      | SLB      | LB       | Davin Bellamy    |
| Mack Wilson        | MLB      | LB       | Roquan Smith     |
| Rashaan Evans      | WLB      | LB       | Reggie Carter    |
| Anthony Averett    | CB       | CB       | J.R. Reed        |
| Lev Wallace        | CB       | CB       | Deandre Baker    |
| Minkah Fitzpatrick | SS       | CB       | Aaron Davis      |
| Ronnie Harrison    | FS       | S        | Dominick Sanders |

### Les deux entraîneurs
|  |  |
|  |  |

Ces deux entraîneurs se connaissent depuis de nombreuses années. En effet, Kirby Smart est engagé en 2006 par l'entraîneur principal Nick Saban comme entraîneur des safeties chez les Dolphins de Miami en NFL. En 2007, les deux entraîneurs sont engagés par Alabama, Smart d'abord comme entraîneur des DBs et ensuite comme coordinateur défensif, toujours sous les ordres de Saban, entraîneur principal. Ils travailleront ensemble jusqu'en fin de saison 2015. Smart rejoint alors les Bulldogs comme entraîneur principal en remplacement de Mark Richt. Ces deux entraîneurs principaux se retrouvent donc à l’occasion de ce National Championship Game 2018.

## Résumé du match
Début du match à 20 h 19, fin à 00 h 19 pour une durée totale de jeu de 3 h 50 min, match joué dans un stade fermé (indoors) .
| QT          | Temps       | Drive       | Drive       | Drive       | Équipe      | Description de l'action | Score | Score |
| QT          | Temps       | Jeux        | Yards       | TDP         | Équipe      | Description de l'action | ALA   | UGA   |
| ----------- | ----------- | ----------- | ----------- | ----------- | ----------- | --- | ----- | ----- |
| 2           | 14:14       | 14          | 55          | 07:40       | UGA         | FG de 41 yards par K Rodrigo Blankenship                                                                                                | 0     | 3     |
| 2           | 07:33       | 13          | 70          | 05:19       | UGA         | FG de 27 yards par K Rodrigo Blankenship                                                                                                | 0     | 6     |
| 2           | 00:07       | 9           | 69          | 01:12       | UGA         | TD à la suite d'une course de 1 yard par WR Mecole Hardman + 1 extra-point par K Rodrigo Blankenship                                    | 0     | 13    |
| 3           | 08:52       | 7           | 56          | 01:59       | ALA         | TD de 6 yards par WR Henry Ruggs III à la suite d'une réception d'une passe de QB Tua Tagovailoa + 1 extra-point par K Andy Pappanastos | 7     | 13    |
| 3           | 06:52       | 4           | 93          | 01:55       | UGA         | TD de 80 yards par WR Mecole Hardman à la suite d'une réception d'une passe de QB Jake Fromm + 1 extra-point par K Rodrigo Blankenship  | 7     | 20    |
| 3           | 05:20       | 6           | 15          | 01:06       | ALA         | FG de 43 yards par K Andy Pappanastos                                                                                                   | 10    | 20    |
| 4           | 09:24       | 8           | 71          | 02:15       | ALA         | FG de 30 yards par K Andy Pappanastos                                                                                                   | 13    | 20    |
| 4           | 03:49       | 8           | 66          | 03:21       | ALA         | TD de 7 yards par WR Calvin Ridley à la suite d'une réception d'une passe de QB Tua Tagovailoa + 1 extra-point par K Andy Pappanastos   | 20    | 20    |
| ET1         | -           | 4           | -9          | -           | UGA         | FG de 51 yards par K Rodrigo Blankenship                                                                                                | 20    | 23    |
| ET1         | -           | 2           | 23          | -           | ALA         | TD de 41 yards par WR DeVonta Smith à la suite d'une réception d'une passe de QB Tua Tagovailoa                                         | 26    | 23    |
| Score final | Score final | Score final | Score final | Score final | Score final | Score final | 26    | 23    |

## Statistiques
| Meilleurs joueurs (MVPs) |                |         |               |       |
| Système                  | Nom            | Équipe  | Statut        | Poste |
| Attaque                  | Tua Tagovailoa | Alabama | True Freshman | QB    |
| Défense                  | Da'Ron Payne   | Alabama | Junior        | DT    |

| Statistiques par équipe                |                                                       |                                                     |
| Statistiques                           | ALA                                                   | UGA                                                 |
| 1er down                               | 20                                                    | 22                                                  |
| 1er down à la course                   | 10                                                    | 8                                                   |
| 1er down à la passe                    | 8                                                     | 11                                                  |
| 1er down suite pénalité                | 2                                                     | 3                                                   |
| Conversion de 3e down                  | 3/14                                                  | 8/19                                                |
| Conversion de 4e down                  | 1/1                                                   | 0/0                                                 |
| Jeux–yards                             | 71 jeux pour 371 yards                                | 77 jeux pour 365 yards                              |
| Yards à la course                      | 39 courses pour 184 yards moyenne de 4,7 yards/course | 45 courses pour 133 yards moyenne de 3 yards/course |
| Yards à la passe                       | 187                                                   | 232                                                 |
| Passes : Réussies-Tentées-Interceptées | 17/32 passes complétées, 1 interception               | 16/32 passes complétées, 2 interceptions            |
| Réussite en zone rouge/chances         | 3/5                                                   | 2/2                                                 |
| TD                                     | 3                                                     | 2                                                   |
| Field Goals                            | 2/4                                                   | 3/3                                                 |
| Sacks (Nombre-Yards)                   | 4 pour 33 yards adverses perdus                       | 3 pour 26 yards adverses perdus                     |
| Fumbles (Nombre/Perdus)                | 0/0                                                   | 0/0                                                 |
| Pénalités (Nombre/Yards perdus)        | 6 pour 41 yards perdus                                | 6 pour 65 yards perdus                              |
| Temps de possession                    | 26:17                                                 | 33:43                                               |

| Statistiques individuelles |                 |                                                                          |
| Quaterbacks                |                 |                                                                          |
| ALA                        | Tagovailoa, Tua | 14/24 passes complétées, 166 yards, 1 interception, 3 TDs, 2 sacks subis |
| ALA                        | Hurts, Jalen    | 3/8 passes complétées, 21 yards, 0 interception, 0 TD, 1 sack subi       |
| UGA                        | Fromm, Jake     | 16/32 passes complétées, 232 yards, 2 interceptions, 1 TD, 4 sacks subis |
| Meilleurs coureurs         |                 |                                                                          |
| ALA                        | Harris, Najee   | 6 courses pour 64 yards nets gagnés, 0 TD, moyenne de 10,7 yards/course  |
| UGA                        | Michel, Sony    | 14 courses pour 98 yards nets gagnés, 0 TD, moyenne de 7 yards/course    |
| Meilleurs receveurs        |                 |                                                                          |
| ALA                        | Smith, DeVonta  | 1 réception pour 41 yards gagnés, 1 TD                                   |
| UGA                        | Ridley, Riley   | 6 réceptions pour 82 yards gagnés, 0 TD                                  |
| Meilleurs tacleurs         |                 |                                                                          |
| ALA                        | Wilson, Mack    | 12 tacles dont 7 en solo, 2 TFL/2 yards.                                 |
| UGA                        | Smith, Roquan   | 13 tacles dont 9 en solo, 2 TFL/5 yards, 1 sack/4 yards.                 |